# Stargate (film)
Stargate is een Amerikaanse sciencefictionfilm uit 1994, die uiteindelijk de basis vormde voor de Stargate-franchise. De in de film uitgedachte plot gaat over een sterrenpoort waarmee men van de ene planeet naar de andere kan reizen en weer terug.
De film werd geregisseerd door Roland Emmerich. Hoofdrollen werden vertolkt door Kurt Russell, James Spader en Jaye Davidson.

## Verhaal
In Gizeh (Egypte), wordt in 1928 een enorme stenen ring gevonden. De dochter van de expeditieleider die de ring vond, vindt bij de ring een amulet met het symbool van Ra erop.
In 1994 wordt egyptoloog Daniel Jackson benaderd door een oude vrouw met Ra’s ketting om. Hij krijgt de kans om de oude hiërogliefen op de stenen ring te vertalen. Deze geven mogelijk inzicht over hoe de Egyptische piramides gebouwd zijn. Jackson accepteert de baan. De vrouw stelt zichzelf later voor als Catherine Langford, de dochter van de expeditieleider uit 1928. Jackson wordt voor zijn vertaalwerk naar een Amerikaanse legerbasis gebracht. Hier ontmoet hij tevens de gepensioneerde luchtmachtkolonel Jonathan “Jack” O'Neil.
Jackson ontdekt dat de ring een zogenaamde Stargate is, een apparaat dat toegang biedt tot een planeet aan de andere kant van het universum. Hij slaagt erin de poort te activeren en een link te leggen met deze planeet. O'Neil stelt een team samen om de wereld achter de poort te gaan verkennen. Jackson gaat ook mee. Voor hun vertrek geeft Langford de ketting als geluksamulet aan Jackson. Aan de andere kant van de poort belandt het team in een piramide. Jackson bestudeert de Stargate in de piramide, en concludeert dat hij eerst de tekens op deze poort moet vertalen voor hij via deze poort een link kan leggen met Aarde. Het team zet een basiskamp op en kolonel O'Neil begint een atoombom in elkaar te zetten. Al snel vindt het team een dorp, waar ze door de bevolking worden aangezien voor goden gestuurd door Ra.
Er steekt een enorme zandstorm op en het basiskamp wordt geïsoleerd van de groep die in de stad verblijft.
Jackson probeert te communiceren met de bevolking via schrift, maar ontdekt dat schrijven verboden is voor de inwoners van de stad. Hij krijgt een vrouw genaamd Sha’uri aangeboden als geschenk. Via haar ontdekt Jackson meer over de dorpelingen. Ondertussen arriveert een groot piramidevormig ruimteschip op de piramide. De nog in de piramide aanwezige crewleden worden gevangen.
In de stad vertaalt Jackson meer hiërogliefen en ontdekt zo dat Ra geen god maar een buitenaards wezen is, het laatste van zijn soort. Eeuwen terug bezocht hij de aarde en maakte mensen tot slaven door zich voor te doen als een god. Mensen werden van de aarde naar deze planeet gebracht middels de Stargate. Om te voorkomen dat de mensen op deze planeet net als op aarde te slim zouden worden om zich te laten onderwerpen, verbood Ra de inwoners van deze planeet te leren lezen en schrijven. O'Neil stuurt het team terug naar de piramide. Ze worden in het geheim gevolgd door Skaara en zijn vrienden.
Terug in de piramide wordt het team aangevallen en ook gevangen door humanoïde wezens, gemodelleerd naar de Egyptische god Horus. O'Neil ontdekt dat de atoombom weg is. O'Neil en Jackson worden naar een troonzaal gebracht waar ze Ra zelf ontmoeten. Hij heeft de bom nu in zijn bezit. O'Neil onderneemt een ontsnappingspoging, maar in het vuurgevecht dat hierbij ontstaat wordt Jackson doodgeschoten. O'Neil wordt overmeesterd en opgesloten in een kerker met de andere gevangen crewleden. Jackson wordt weer tot leven gebracht met een sarcofaag die Ra zelf ook gebruikt om zijn gastlichaam jong te houden. Ra vertelt Jackson dat hij de kracht van de bom honderd keer zal vergroten met een kostbaar mineraal gedolven op de planeet. De bom zal vervolgens naar de aarde worden gestuurd. Hij zal alleen afwijken van dit plan als Jackson de rest van zijn team doodt om de mensen te tonen dat Ra de enige echte god is.
In de stad probeert Sha'uri haar volk te overtuigen van Jacksons ontdekking over Ra, maar ze geloven haar niet. Ze worden naar de piramide geroepen om de executie van de aardbewoners te zien. Skaara geeft Jackson een spiegelsignaal met de aansteker van O'Neil, dat hij en de andere opstandelingen wapens van het team hebben meegenomen. Op Jacksons teken openen ze het vuur. O'Neil, Jackson en de rest van het team vluchten weg van de piramide en schuilen in een grot samen met de opstandige jeugdige dorpelingen. De stad wordt zwaar onder vuur genomen door Ra's gevechtsschepen. Wanneer hij hoort over Ra's plannen vertelt O'Neil dat hij het bevel heeft gekregen om in geval van nood de Stargate te vernietigen. Dankzij Skaara ontdekt Jackson het laatste symbool dat nodig is om de Stargate in de piramide te activeren.
Jackson kan de bevolking overtuigen dat hun “goden” slechts buitenaardse wezens zijn door ze het dode lichaam van een van Ra's soldaten te tonen. Hij weet de bevolking aan te zetten tot een opstand. Ze dringen de piramide binnen en stellen de bom in op zeven minuten. Wanneer ze alle soldaten van Ra hebben uitgeschakeld, willen ze de bom uitschakelen, maar deze is gemanipuleerd en de seconden tikken snel weg. Jacksons aanstaande vrouw Sha'uri werd gedood bij de gevechten en Jackson besluit om haar eerst nog tot leven te wekken middels de sarcofaag in het ruimteschip. Daarna transporteert hij hen beiden terug naar de piramide. Door het gevecht besluit Ra zich met zijn schip terug te trekken. Net als de piramide buiten de atmosfeer van de planeet is, transporteren O'Neil en Jackson de bom naar het ruimteschip. Deze ontploft, waardoor het hele ruimteschip - met Ra - vernietigd wordt.
O'Neil keert later met de rest van zijn team terug naar de aarde. Jackson besluit op de planeet te blijven met Sha'uri en de bevolking te helpen een nieuwe gemeenschap op te bouwen.

## Rolverdeling
| Acteur         | Personage                   |
| -------------- | --------------------------- |
| Kurt Russell   | Col. Jonathan "Jack" O'Neil |
| James Spader   | Dr. Daniel Jackson          |
| Jaye Davidson  | Ra                          |
| Alexis Cruz    | Skaara                      |
| Mili Avital    | Sha'uri                     |
| Erick Avari    | Kasuf                       |
| John Diehl     | Lt. Kawalsky                |
| French Stewart | Lt. Feretti                 |
| Richard Kind   | Gary Meyers                 |

## Achtergrond

### Reacties
Stargate kreeg vooral negatieve kritieken. Vooral het overmatig gebruik van speciale effecten en de dunne verhaallijn waren een bron van kritiek. De positieve critici noemden de film echter een "instant camp classic", en prezen de film juist vanwege zijn effecten.

### Verschillen tussen film en serie
Het Stargate-principe uit de film is op een aantal punten aangepast voor de serie Stargate SG-1. Onder andere:
- Ra, het buitenaardse wezen uit de film, was daar de laatste van zijn soort. In de serie is dat niet zo. Bovendien speelt Ra een hoofdrol in de film en wordt hij maar kort aangehaald in de laatste aflevering van seizoen 8 (Moebius)
- Kolonel Jack O'Neills naam werd in de film gespeld als O'Neil.
- De zoon van O'Neil heette in de film Tyler, in plaats van Charlie in de serie.
- Kawalsky voornaam was Adam, in plaats van Charles.
- Jacksons vrouw heette Sha'uri, in plaats van Sha're.
- De Chevrons van de Stargate lichtten in de film niet op wanneer deze werden geactiveerd.
- Gebruikers (reizigers) van de Stargate hadden in de film een klein laagje rijp op hun lichaam na aankomst.
- Abydos bevond zich in de film "aan de andere kant van het voor ons bekende universum". In de serie is Abydos een stuk dichterbij.
- In de film bevond de Stargate zich in Creek Mountain. In de serie bevindt de Stargate zich in Cheyenne Mountain.

### Filmmuziek
De muziek van de film werd gecomponeerd door David Arnold en gespeeld door de Sinfonia of London.
1. Stargate Overture
2. Giza
3. Unstable
4. The Coverstones
5. Orion
6. The Stargate Opens
7. You're On The Team
8. Entering The Stargate
9. The Other Side
10. Mastadge Drag
11. The Mining Pit
12. King Of The Slaves
13. Caravan To Nagada
14. Daniel and Sha'uri
15. Symbol Discovery
16. Sarcophagus Opens
17. Daniel's Mastadge
18. Leaving Nagada
19. Ra - The Sun God
20. The Destruction of Nagada
21. Myth, Faith, Belief
22. Procession
23. Slave Rebellion
24. The Seventh Symbol
25. Quartz Shipment
26. Battle At The Pyramid
27. We Don't Want To Die
28. The Surrender
29. Kasuf Returns
30. Going Home

De totale lengte van het album is 65 minuten.

## Prijzen en nominaties
Stargate werd in 1995 genomineerd voor tien prijzen, waarvan hij er zes won.
Gewonnen:
- De Saturn Award voor Beste Sciencefictionfilm.
- De BMI Film Music Award.
- De Golden Screen award.
- Drie Universe Reader's Choice Awards:
  - Beste Sciencefictionfilm
  - Beste speciale effecten in een Genre Motion Picture.
  - Beste vrouwelijke bijrol in een Genre Motion Picture (Mili Avital)

Enkel genomineerd:
- Twee Saturn Awards:
  - Beste kostuums
  - Beste visuele effecten
- De International Fantasy Film Award, categorie “beste film”.
- De Hugo Award voor “Best Dramatic Presentation”

## Trivia
- Voor veel van de scènes met een groot aantal mensen werden paspoppen gebruikt, omdat dit goedkoper was dan figuranten inhuren.
- Dit was de eerste film die een officiële website kreeg.
- Het idee van de film werd al bedacht door Roland Emmerich toen hij in 1979 op de filmschool zat.